# Spielzeug – Das war unsere Kindheit
 Spielzeug – Das war unsere Kindheit ist eine seit 2017 produzierte Dokumentarserie des US-amerikanischen Streamingdienstes Netflix. Die Serie beschäftigt sich mit der Entstehungsgeschichte, dem Erfolg und Misserfolg verschiedener Spielzeuge und deren Herstellern.

## Inhalt und Produktion
Die Dokureihe beschäftigt sich mit der Geschichte verschiedener Spielzeugserien seit den 1950er Jahren, unter anderem von den Herstellern Mattel (He-Man, Barbie), Hasbro (G.I. Joe, Transformers) und Lego. Durch Interviews mit beteiligten Mitarbeiter der Spielzeughersteller und Soziologen wird ein Einblick in den Entstehungsprozess, die Vermarktung und den kulturellen Einfluss der Spielzeuge gezeigt. Zu Wort kommen ebenfalls Personen, die damals mit dem Spielzeug spielten, und die Sendung zeigt Fans, welche die Spielzeuge heute noch sammeln.
Ursprünglich hatte Netflix insgesamt acht Folgen geplant. Nach Ausstrahlung der zweiten Staffel 2018 wurde im Juli 2018 auf der San Diego Comic-Con bekanntgegeben, dass eine weitere Staffel produziert wird, welche die Spielzeuge von Power Rangers, My Little Pony und Teenage Mutant Ninja Turtles behandeln soll. Diese wurde am 15. November 2019 auf Netflix veröffentlicht. Kurz darauf gab Brian Volk-Weiss, der Entwickler der Serie, bekannt, dass er bereits geplant hat, in einer potentiellen 4. Staffel die Marken Matchbox, Cabbage Patch Kids, Die Schlümpfe und NERF zu behandeln. Bislang steht jedoch noch nicht fest, dass Netflix die Produktion um diese weitere Staffel verlängert.
Ebenfalls im November 2019 erschien die Spin-Off-Serie Filme – Das waren unsere Kinojahre, die sich mit der Entstehung von Filmklassikern auseinandersetzt. Im Jahr darauf folgte zudem mit Weihnachtsfilme – Das waren unsere Festtage eine weitere Spin-Off-Serie, die sich speziell mit Weihnachtsfilmklassikern beschäftigt.

## Episodenliste

### Staffel 1
| Nr. (ges.)                                                                                   | Nr. (St.) | Deutscher Titel | Originaltitel | Hersteller     |
| -------------------------------------------------------------------------------------------- | --------- | --------------- | ------------- | -------------- |
| 1                                                                                            | 1         | Star Wars       | Star Wars     | Kenner, Hasbro |
| 2                                                                                            | 2         | Barbie          | Barbie        | Mattel         |
| 3                                                                                            | 3         | He-Man          | He-Man        | Mattel         |
| 4                                                                                            | 4         | G.I. Joe        | G.I. Joe      | Hasbro         |
| Am 22. Dezember 2017 wurden alle Folgen der Staffel gleichzeitig bei Netflix veröffentlicht. |           |                 |               |                |

### Staffel 2
| Nr. (ges.)                                                                              | Nr. (St.) | Deutscher Titel | Originaltitel | Hersteller                                                                                      |
| --------------------------------------------------------------------------------------- | --------- | --------------- | ------------- | ----------------------------------------------------------------------------------------------- |
| 5                                                                                       | 1         | Star Trek       | Star Trek     | AMT, Remco, Mego, Galoob, Ertl, Playmates Toys, Art Asylum, Diamond Select Toys, McFarlane Toys |
| 6                                                                                       | 2         | Transformers    | Transformers  | Takara Tomy, Hasbro                                                                             |
| 7                                                                                       | 3         | Lego            | Lego          | Lego                                                                                            |
| 8                                                                                       | 4         | Hello Kitty     | Hello Kitty   | Sanrio                                                                                          |
| Am 25. Mai 2018 wurden alle Folgen der Staffel gleichzeitig bei Netflix veröffentlicht. |           |                 |               |                                                                                                 |

### Staffel 3
| Nr. (ges.)                                                                                   | Nr. (St.) | Deutscher Titel              | Originaltitel                | Hersteller                                                                                           |
| -------------------------------------------------------------------------------------------- | --------- | ---------------------------- | ---------------------------- | --- |
| 9                                                                                            | 1         | Teenage Mutant Ninja Turtles | Teenage Mutant Ninja Turtles | Playmates Toys, NECA                                                                                 |
| 10                                                                                           | 2         | Power Rangers                | Power Rangers                | Bandai, Hasbro                                                                                       |
| 11                                                                                           | 3         | My Little Pony               | My Little Pony               | Hasbro                                                                                               |
| 12                                                                                           | 4         | Wrestling                    | Professional Wrestling       | LJN, Galoob, Remco, Grand Toys, Hasbro, The Original San Francisco Toymakers, Jakks Pacific, Toy Biz |
| Am 15. November 2019 wurden alle Folgen der Staffel gleichzeitig bei Netflix veröffentlicht. |           |                              |                              | |